# Dala (Kungsbacka)
Dala is een plaats in de Zweedse gemeente Kungsbacka in de provincie Hallands län en het landschap Halland. De plaats heeft 69 inwoners (2005) en een oppervlakte van 17 hectare. Dala wordt grotendeels omringd door naaldbos, maar er ligt ook wat landbouwgrond in de directe omgeving van de plaats. De stad Kungsbacka ligt zo'n vijftien kilometer ten westen van het dorp.